# Кубок Польщі з футболу 1989—1990
Кубок Польщі з футболу 1989–1990 — 36-й розіграш кубкового футбольного турніру в Польщі. Титул вдруге поспіль здобула Легія (Варшава).

## Календар
| Раунд        | Дата                       | Матчі | Клуби    |
| ------------ | -------------------------- | ----- | -------- |
| Перший раунд | 22-26 липня 1989           | 32    | 112 → 80 |
| Другий раунд | 26 липня - 12 серпня 1989  | 32    | 80 → 48  |
| Третій раунд | 16-23 серпня 1989          | 16    | 48 → 32  |
| 1/16 фіналу  | 29 серпня - 6 вересня 1989 | 16    | 32 → 16  |
| 1/8 фіналу   | 18 жовтня 1989             | 8     | 16 → 8   |
| 1/4 фіналу   | 8-22 листопада 1989        | 8     | 8 → 4    |
| 1/2 фіналу   | 9-13 червня 1990           | 4     | 4 → 2    |
| Фінал        | 17 червня 1990             | 1     | 2 → 1    |

## Перший раунд
| Команда 1                            | Рахунок      | Команда 2            |
| ------------------------------------ | ------------ | -------------------- |
| 22 липня 1989                        |              |                      |
| МЗКС Пшасниш                         | 1:2          | ЛКС (Ломжа)          |
| Ґраніца (Любича-Королівська)         | 1:3          | Гвардія (Холм)       |
| Орлента (Лукув)                      | 1:4          | Вісла (Пулави)       |
| Сталь-2 (Стальова Воля)              | 2:2 пен. 3:4 | Люблінянка (Люблін)  |
| Чувай (Перемишль)                    | 0:0 пен. 2:4 | Сталь-2 (Мелець)     |
| Світ (Крешовиці)                     | 1:0          | Сталь (Сянік)        |
| Ґлінік (Горлиці)                     | 1:2          | Гарбарня (Краків)    |
| Чарні (Радом)                        | 0:6          | Унія (Тарнув)        |
| Елана-2 (Торунь)                     | 0:0 пен. 2:3 | Млав'янка (Млава)    |
| Повіслє (Дзежґонь)                   | 0:4          | Вісла (Тчев)         |
| Куявія (Іновроцлав)                  | 1:0          | Гурник (Конін)       |
| Полонія (Ходзеж)                     | 2:1          | Вда (Свеце)          |
| Коміндекс (Дамниця)                  | 0:1          | Сточньовец (Гданськ) |
| Механік (Боболіце)                   | 3:0          | Флота (Свіноуйсьце)  |
| Погонь-2 (Щецин)                     | 0:0 пен. 5:4 | Варта (Познань)      |
| Стільон-2 (Гожув-Великопольський)    | 1:2          | Мешко (Гнезно)       |
| Вікторія (Остшешув)                  | 1:3          | ВКС Велюнь           |
| Погонь (Свебодзін)                   | 3:1          | Сталь (Хоцянув)      |
| Жирардов'янка (Жирардув)             | 0:6          | Полонія (Варшава)    |
| Здруй (Цехоцинек)                    | 0:5          | Гутнік (Варшава)     |
| ЛКС-2 (Лодзь)                        | 0:1          | Вісла (Плоцьк)       |
| Пйотрковія (Пйотркув-Трибунальський) | 3:0          | Бзура (Озоркув)      |
| Погонь (Смігель)                     | 0:10         | Одра (Ополе)         |
| Унія (Крапковіце)                    | 2:1          | РОВ (Рибник)         |
| Ґраніца (Богатиня)                   | 2:2 пен. 3:4 | Флорян (Вроцлав)     |
| Погонь-2 (Олесниця)                  | 0:1          | Беляв'янка (Белява)  |
| Орзел (Зомбковіце-Шльонське)         | +:-          | Спарта (Люблінець)   |
| Андалузья (Бжозовіце)                | 3:0          | Бескід (Андрихув)    |
| Валька (Макошови)                    | 2:3          | ББТС Бельсько-Бяла   |
| АЗС АВФ Біла Підляська               | 3:0          | Погонь (Лапи)        |
| Стоміл-2 (Ольштин)                   | -:+          | Вігри (Сувалки)      |
| 26 липня 1989                        |              |                      |
| Ґранат (Скаржисько-Каменна)          | 2:0          | Ізолятор (Богухвала) |

## Другий раунд
| Команда 1                            | Рахунок      | Команда 2                       |
| ------------------------------------ | ------------ | ------------------------------- |
| 26 липня 1989                        |              |                                 |
| Куявія (Іновроцлав)                  | 0:1          | ГКС (Белхатув)                  |
| Андалузья (Бжозовіце)                | 1:0          | Гурник (Пшув)                   |
| Полонія (Варшава)                    | 1:3          | Гутник (Краків)                 |
| Пйотрковія (Пйотркув-Трибунальський) | 1:2          | Мотор (Люблін)                  |
| ВКС Велюнь                           | 1:2          | Гурник (Ленчна)                 |
| Одра (Ополе)                         | 6:0          | Одра (Водзіслав-Шльонський)     |
| ББТС Бельсько-Бяла                   | 1:4          | Заглембє (Сосновець)            |
| Сточньовец (Гданськ)                 | 1:2          | Арка (Гдиня)                    |
| Вісла (Тчев)                         | 1:0          | Балтик (Гдиня)                  |
| Погонь (Свебодзін)                   | 2:1          | Мото (Єльч Олава)               |
| Гутнік (Варшава)                     | 0:0 пен. 1:3 | Полонія (Битом)                 |
| Унія (Тарнув)                        | 1:0          | Карпати (Кросно)                |
| Гарбарня (Краків)                    | 1:2          | П'яст (Нова Руда)               |
| Світ (Крешовиці)                     | 0:6          | Сталь (Ряшів)                   |
| Полонія (Ходзеж)                     | 0:7          | Завіша (Бидгощ)                 |
| Флорян (Вроцлав)                     | 2:1          | Заглембє (Валбжих)              |
| Беляв'янка (Белява)                  | 0:4          | Заглембє (Любін)                |
| Погонь-2 (Щецин)                     | 0:2          | Стільон (Гожув-Великопольський) |
| Вігри (Сувалки)                      | 1:1 пен. 7:6 | Лехія (Гданськ)                 |
| Люблінянка (Люблін)                  | 2:1          | Іглоополь (Дембиця)             |
| Гвардія (Холм)                       | 0:4          | Сталь (Стальова Воля)           |
| Мешко (Гнезно)                       | 2:1 дч       | Шленза (Вроцлав)                |
| Вісла (Плоцьк)                       | 2:4          | Гвардія (Варшава)               |
| Сталь-2 (Мелець)                     | 3:2 дч       | Ресовія (Ряшів)                 |
| Вісла (Пулави)                       | 2:1          | Авіа (Свідник)                  |
| АЗС АВФ Біла Підляська               | 0:3          | Стоміл (Ольштин)                |
| ЛКС (Ломжа)                          | 2:4 дч       | Борута (Зґеж)                   |
| Млав'янка (Млава)                    | 1:2          | Радомяк (Радом)                 |
| Механік (Боболіце)                   | 0:0 пен. 4:5 | Хемік (Поліце)                  |
| Унія (Крапковіце)                    | 0:2          | Гурник (Кнурув)                 |
| 9 серпня 1989                        |              |                                 |
| Ґранат (Скаржисько-Каменна)          | 3:2          | Бронь (Радом)                   |
| 12 серпня 1989                       |              |                                 |
| Орзел (Зомбковіце-Шльонське)         | 2:1          | П'яст (Гливиці)                 |

## Третій раунд
| Команда 1                    | Рахунок       | Команда 2                       |
| ---------------------------- | ------------- | ------------------------------- |
| 16 серпня 1989               |               |                                 |
| П'яст (Нова Руда)            | 0:1           | Гутник (Краків)                 |
| Вігри (Сувалки)              | 1:2           | Арка (Гдиня)                    |
| Одра (Ополе)                 | 0:0 пен. 4:5  | Полонія (Битом)                 |
| Унія (Тарнув)                | 2:1           | Сталь (Ряшів)                   |
| Погонь (Свебодзін)           | 1:2           | Стільон (Гожув-Великопольський) |
| Люблінянка (Люблін)          | 1:0           | Гурник (Ленчна)                 |
| Сталь-2 (Мелець)             | 1:2 дч        | Сталь (Стальова Воля)           |
| Мешко (Гнезно)               | 2:1 дч        | Гвардія (Варшава)               |
| Вісла (Пулави)               | 3:0           | Ґранат (Скаржисько-Каменна)     |
| Вісла (Тчев)                 | 1:2           | Стоміл (Ольштин)                |
| Радомяк (Радом)              | 2:2 пен. 10:9 | Борута (Зґеж)                   |
| Орзел (Зомбковіце-Шльонське) | 2:4 дч        | Гурник (Кнурув)                 |
| 20 серпня 1989               |               |                                 |
| Флорян (Вроцлав)             | 2:2 пен. 5:4  | Заглембє (Любін)                |
| 22 серпня 1989               |               |                                 |
| Андалузья (Бжозовіце)        | 2:5           | Заглембє (Сосновець)            |
| Хемік (Поліце)               | 3:1           | Завіша (Бидгощ)                 |
| 23 серпня 1989               |               |                                 |
| ГКС (Белхатув)               | 2:0           | Мотор (Люблін)                  |

## 1/16 фіналу
| Команда 1                       | Рахунок | Команда 2            |
| ------------------------------- | ------- | -------------------- |
| 29 серпня 1989                  |         |                      |
| Заглембє (Сосновець)            | 4:1     | Ягеллонія (Білосток) |
| Гутник (Краків)                 | 2:1     | Гурник (Забже)       |
| ГКС (Белхатув)                  | 3:1     | Олімпія (Познань)    |
| 30 серпня 1989                  |         |                      |
| Арка (Гдиня)                    | 2:1     | Гурник (Валбжих)     |
| Хемік (Поліце)                  | 4:1     | ГКС (Ястшембе)       |
| Полонія (Битом)                 | 0:2     | Вісла (Краків)       |
| Унія (Тарнув)                   | 1:4     | Шомберки (Битом)     |
| Стільон (Гожув-Великопольський) | 0:2     | Рух (Хожув)          |
| Люблінянка (Люблін)             | 2:3     | Сталь (Мелець)       |
| Сталь (Стальова Воля)           | 0:1     | Легія (Варшава)      |
| Мешко (Гнезно)                  | 2:1     | Шльонськ (Вроцлав)   |
| Вісла (Пулави)                  | 0:1     | Відзев (Лодзь)       |
| Радомяк (Радом)                 | 1:2     | ЛКС (Лодзь)          |
| Гурник (Кнурув)                 | 1:4     | ГКС (Катовиці)       |
| Флорян (Вроцлав)                | 2:5     | Погонь (Щецин)       |
| 6 вересня 1989                  |         |                      |
| Стоміл (Ольштин)                | 1:3     | Лех (Познань)        |

## 1/8 фіналу
| Команда 1            | Рахунок | Команда 2        |
| -------------------- | ------- | ---------------- |
| 18 жовтня 1989       |         |                  |
| Гутник (Краків)      | 4:1 дч  | Лех (Познань)    |
| Хемік (Поліце)       | 1:0     | Арка (Гдиня)     |
| Сталь (Мелець)       | 2:0     | Рух (Хожув)      |
| Заглембє (Сосновець) | 0:1     | Легія (Варшава)  |
| Мешко (Гнезно)       | 1:0     | Шомберки (Битом) |
| ГКС (Белхатув)       | 2:4     | Відзев (Лодзь)   |
| ГКС (Катовиці)       | 3:0     | ЛКС (Лодзь)      |
| Погонь (Щецин)       | 3:2     | Вісла (Краків)   |

## 1/4 фіналу
| Команда 1           | Заг. | Команда 2       | 1-й матч | 2-й матч |
| ------------------- | ---- | --------------- | -------- | -------- |
| 8/22 листопада 1989 |      |                 |          |          |
| Мешко (Гнезно)      | 1:10 | Легія (Варшава) | 0:5      | 1:5      |
| Відзев (Лодзь)      | 0:2  | ГКС (Катовиці)  | 0:0      | 0:2      |
| Гутник (Краків)     | 3:1  | Хемік (Поліце)  | 2:0      | 1:1      |
| Сталь (Мелець)      | 6:4  | Погонь (Щецин)  | 4:2      | 2:2      |

## 1/2 фіналу
| Команда 1        | Заг. | Команда 2       | 1-й матч | 2-й матч |
| ---------------- | ---- | --------------- | -------- | -------- |
| 9/13 червня 1990 |      |                 |          |          |
| ГКС (Катовиці)   | 3:1  | Гутник (Краків) | 2:0      | 1:1      |
| Легія (Варшава)  | 4:2  | Сталь (Мелець)  | 2:0      | 2:2      |

## Фінал
| 17 червня 1990 |

| Легія (Варшава)                | 2:0      | ГКС (Катовиці) |
| ------------------------------ | -------- | -------------- |
| Цизьо 22' Косецький 84' (пен.) | Протокол |                |

| Міський стадіон, Лодзь Глядачів: 2 000 Арбітр: Роман Костшевскі |